# Lindoso
Lindoso é uma povoação portuguesa sede da Freguesia de Lindoso do Município de Ponte da Barca, freguesia com 46,48 km² de área e 373 habitantes (censo de 2021), tendo, por isso, uma densidade populacional de 8 hab./km².
Lindoso foi vila e sede de concelho até ao início do século XIX. A Freguesia de Lindoso é constituida por três lugares: Cidadelhe, Parada, e Lindoso (a sede).

## Demografia
A população registada nos censos foi:
| Distribuição da População por Grupos Etários | Distribuição da População por Grupos Etários | Distribuição da População por Grupos Etários | Distribuição da População por Grupos Etários | Distribuição da População por Grupos Etários |
| -------------------------------------------- | -------------------------------------------- | -------------------------------------------- | -------------------------------------------- | -------------------------------------------- |
| Ano                                          | 0-14 Anos                                    | 15-24 Anos                                   | 25-64 Anos                                   | > 65 Anos                                    |
| 2001                                         | 67                                           | 75                                           | 271                                          | 123                                          |
| 2011                                         | 35                                           | 44                                           | 230                                          | 118                                          |
| 2021                                         | 22                                           | 20                                           | 172                                          | 159                                          |

## História e Genealogia
Lindoso deriva do latim 'Limitosum', aparecendo pela primeira vez nas inquirições de 1258. Contudo há uma lenda que diz o rei de Portugal, D. Dinis "tão alegre e primoroso o achou, que logo lindoso o chamou", fato que o levou a várias visitas ao Castelo de Lindoso, tendo o reconstruído em 1278.
No século XV, a família de Araújo de origem galega, proveniente das terras de San Martin de Loleos, fronteiriço a Portugal, tornou-se senhora de Lindoso, de modo que os descendentes dos Araújos vieram a ser alcaides-mores do castelo de Lindoso. 
Também pelo senhorio de Lindoso, passou a família Cyrne/Cirne, descendente de Manuel Cyrne, Senhor de Refóios (1470), tetravô paterno de Martim de Tavora de Noronha e Sousa Cirne, alcaide-mór de Lindoso (* 1653 +1727), este último também bisneto de Martim de Távora e Noronha, Senhor do Morgado de Campo Belo (1640), que por sua vez era tetraneto de Pedro Lourenço de Távora, Senhor de Mogadouro (1430).
Foi Senhor de Lindoso Francisco de Abreu Pereira (1640), com ascendência nos Abreu Pereira Cirne Peixoto do Paço de Lanheses., família com a representação nos condes de Almada.
Pelos idos de 1750, foi alcaide-mor do castelo de Lindoso, Joaquim Leite de Azevedo Vieira do Vale e Faria Carvalhais, sendo seu avô materno Martim de Tavora de Noronha e Sousa Cirne, também alcaide de Lindoso, casou-se com Leocádia Simeana de Bourbon, irmã de João Tomás Peixoto da Silva (1734), filhos de Madalena Luísa de Bourbon, neta de D. Antônio de Almeida, 2.º Conde de Avintes (1670) que por sua vez era pai de D. Lourenço de Almeida, governador de Pernambuco (1670). D. Antônio de Almeida casou-se com D. Madalena de Brito e Bourbon, filha de D. Luís de Lima e Brito Nogueira, conde de Arcos (1640) e de Victoire de Cardaillac, filha de Gilbert François de Cardaillac, baron de La Chapelle (1570) e de Madeleine de Bourbon, filha de Henri de Bourbon, visconde de st. Denis, cuja descendência provém de Jean I (*1381 +1434) duque de Bourbon e de Louis IX Saint-Louis Rei de França.
Em 1863, o rei de Portugal, D. Luís criou o título de visconde de Lindoso a favor de João Peixoto da Silva Almeida Macedo e Carvalho (* 1826 + 1899), neto de Henri de Bourbon. Em 1887, lhe concedeu o título de conde em 1898, o então rei de Portugal, D. Carlos I lhe concedeu outro título: o de marquês de Lindoso.
É provável que estes nobres do norte de Portugal e, igualmente, descendentes dos Bourbon de França tenham adotado o apelido de Lindoso em algum momento da história, já que o título de nobreza e senhorio de Lindoso pertencia a sua família. A família dos Lindoso eram nobres, com muito poder econômico na Itália e Portugal.
O primeiro Lindoso que se tem notícia nos anais da história maranhense aparece em 1824 é o militar José Alexandre Lindoso, que era ajudante do capitão-mor Miguel Inácio dos Santos Freire e Bruce, então presidente da província do Maranhão e que compôs a junta governativa daquela província entre os anos de 1821 e 1824.
Salvo a maciça emigração para o Brasil ocorrida na primeira metade do século XIX, tem-se por hipótese que José Alexandre Lindoso tenha sido agraciado com uma sesmaria nos termos de Viana, acredita-se ainda que parentes teriam vindo se estabelecer na região, onde tornaram-se proprietários de terras nos municípios de São João Batista (Maranhão) e Viana na Baixada Maranhense. Ambas as hipóteses são prováveis, pois é evidente a presença dos Lindoso no Maranhão, mas especificamente, na pessoa do fazendeiro José Benedicto Lindoso na póvoa de Tesosinho, no município de São João Batista, conforme fontes de Bellarmino de Mattos; in.: Almanak do Maranhão, Typographia Bellarmino de Mattos, 1862.
Sabe-se também que as 3ª e 4ª gerações de nascidos no Brasil migraram para São Luís e do Maranhão para a Amazónia quando da exploração da borracha no início do século passado, de cujo ramo descende José Bernardino Lindoso, que foi governador do estado do Amazonas. Além de Portugal, Itália e do Maranhão, há também registos de pessoas com o nome de família Lindoso na região Sudeste, principalmente na cidade do Rio de Janeiro, bem como em outros grandes centros urbanos: Brasília, São Paulo e no exterior, nos Estados Unidos, Espanha, Itália e etc… embora seja impossível identificar a qual ramo pertencem.

## Património
- Castelo de Lindoso
- Espigueiros de Lindoso
- Represa de Lindoso
- Ponte de Lindoso
- Barragem do Alto-Lindoso

## Personalidades ilustres
- Visconde de Lindoso, Conde de Lindoso e Marquês de Lindoso